# Zbójeckie Okno

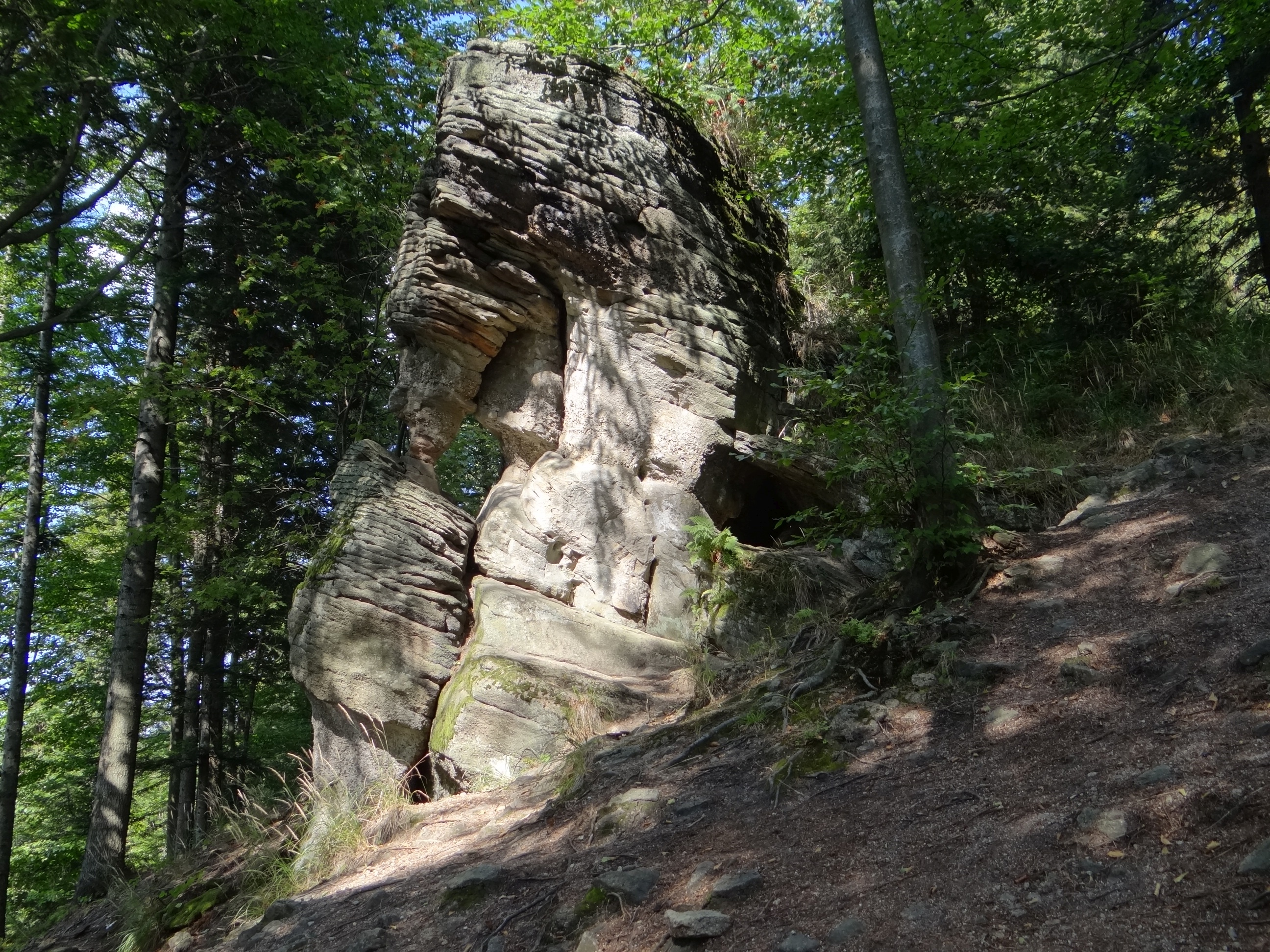
Zbójeckie Okno

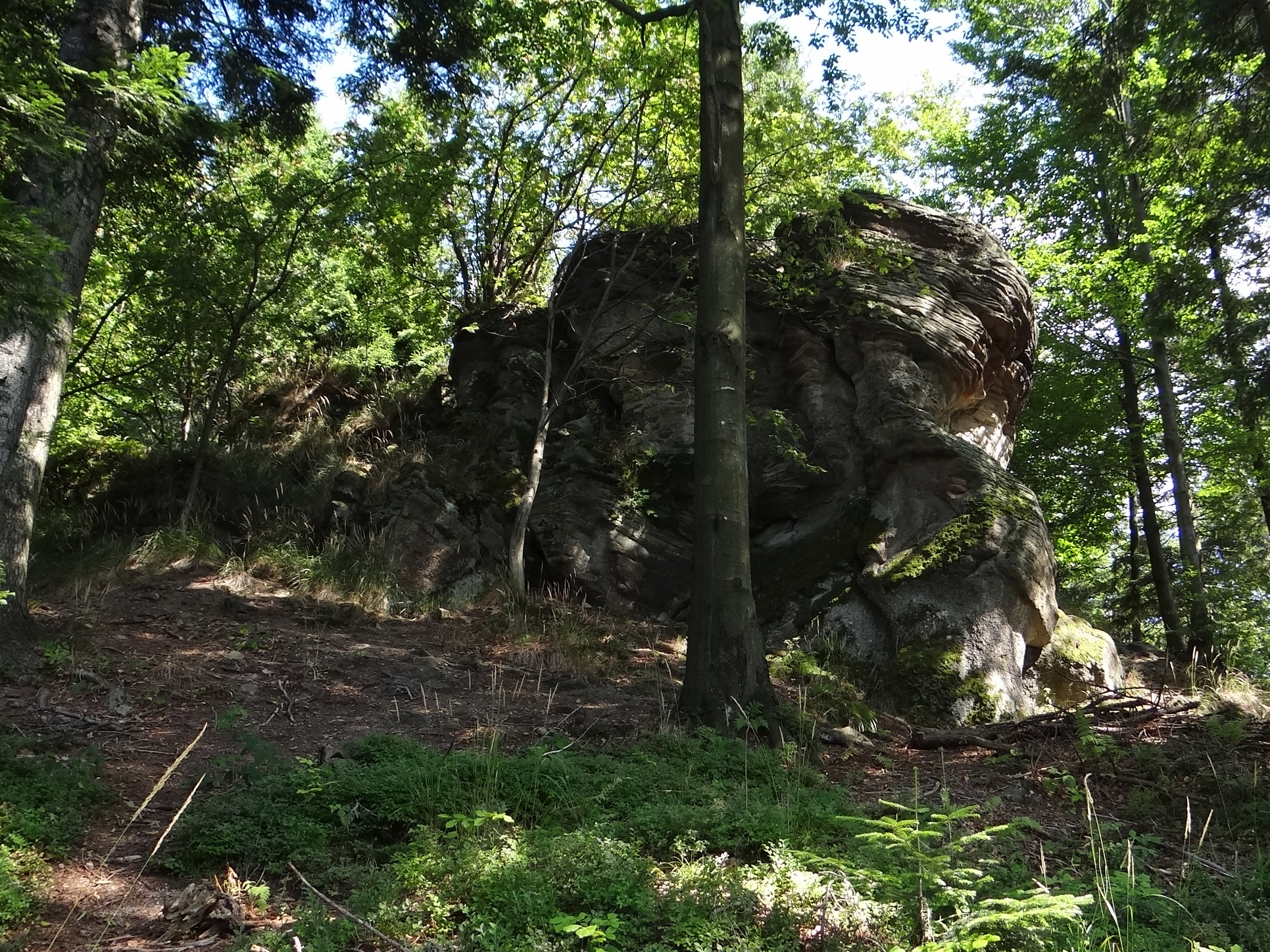

Zbójeckie Okno lub Diabelskie Okno – ostaniec na południowych stokach Beskidu w Beskidzie Małym, między Potrójną a Łamaną Skałą. Znajduje się w lesie, tuż przy żółtym szlaku turystycznym prowadzącym obok chatki studenckiej zwanej Chatka pod Potrójną. Pod względem administracyjnym jest to teren przysiółka Zakocierz należącego do miejscowości Ślemień.
Według Mieczysława Klimaszewskiego jest to najciekawszy utwór skalny w całym Beskidzie Małym. Zbudowany jest z warstw piaskowców o różnej twardości, te bardziej twarde tworzą występy. Występują też bardziej miękkie zlepieńce, które w wyniku wietrzenia ulegają wymywaniu i powstają w ich miejscu szczeliny oraz obłego kształtu wklęśnięcia. Skała ma postać ambony skalnej o wysokości 9 m. Jest dobrze wyodrębniona od podłoża, zrasta się z nim tylko podstawą i tylną ścianą. Tego typu formy skalne powstają w wyniku intensywnego obnażania się stromych, skalnych zboczy. Mniej odporne elementy skalne ulegają wietrzeniu i są znoszone przez wodę podczas większych ulew, pozostają tylko bardziej odporne na erozję fragmenty skał. Bardzo charakterystyczną cechą tej skały jest pionowe okno skalne o wysokości około 1 m. Powstało wskutek wykruszenia się piaskowca.
Jest pomnikiem przyrody.
Wspinaczka skalna
Zbójeckie Okno jest obiektem wspinaczki skalnej. Oprócz okna skalnego są na nim rysy i filary. Poprowadzono dróg wspinaczkowych o trudności od V do VI.1+ w skali polskiej. Wspinaczka tradycyjna (na wędkę).

1. Zezowate szczęście; V
2. Nie tylko dla orłów; V+
3. Marchewkowe pole; V+
4. Rysa hanysa; V+
5. Sen o wolności; VI+
6. Gullivers Reisen; VI
7. Filar; VI
8. Okno na świat; VI+
9. Tańczący z klamami; VI.1
10. Fuereman; VI.1
11. Pogoda dla bogaczy; VI.1+
12. MdM; V[5].

Szlak turystyczny
 Targanice – Jawornica – Potrójna – Przełęcz Zakocierska – Chatka pod Potrójną – Przełęcz na Przykrej – Łamana Skała – rozstaje Anuli – Rzyki-Pracica.